# The Big Blockade
Pour plus de détails, voir Fiche technique et Distribution.
The Big Blockade est un film documentaire britannique de propagande réalisé  par Charles Frend, et sorti en 1942. Ses principaux acteurs sont Will Hay, Ronald Shiner et John Mills. Il a été produit par les studios Ealing et réalisé en collaboration avec le ministère des Affaires économiques. Il s'agit d'un film de propagande britannique sous forme de documentaire parodique, réalisé en 1941 et montré en 1942. 

## Synopsis
On y montre la stratégie britannique mise en lumière d'une manière humoristique par une série de sketchs à travers plusieurs scènes et croquis, combinés à des images d'actualité. On y dénonce à la fois le Blocus de l'Allemagne hitlérienne ainsi que la non-implication de l'Amérique dans le conflit. 

## Fiche technique
- Titre original : The Big Blockade
- Réalisation : Charles Frend
- Scénario : Angus Mcphail
- Musique : Richard Addinsell et Roy Douglas
- Producteurs : Michael Balcon
- Société de production : Ealing Studios
- Pays d'origine : Royaume-Uni
- Genre : Documentaire parodique
- Durée : 73 minutes
- Date de sortie :
  - Royaume-Uni : 19 janvier 1942

## Distribution
- Leslie Banks - Taylor
- Michael Redgrave - un Russe
- Will Hay - Skipper de la Royal Navy
- John Mills - Tom
- Frank Cellier - Schneider
- Robert Morley - Von Geiselbrecht
- Ronald Shiner - le greffier
- Bernard Rebel (en), George Woodbridge - Collaborateurs
- George Merritt - Marschall allemand de l'abri
- Albert Lieven - Gunter